# Pacem in terris
Pacem in Terris (укр. Мир на Землі) — енцикліка Папи Римського Івана XXIII, присвячена правам та обов'язкам людини, взаєминам цивільної влади і суспільства, мирного співіснування держав і проблем миру, також відома як «Послання світові» Папи Івана XXIII. Поряд з такими енцикліками як «Rerum Novarum», «Graves de Communi Re», «Quadragesimo Anno», «Centesimus Annus», деклараціями «Dignitatis Humanae» і «Gaudium et Spes» є одним з найбільш відомих католицьких документів XX століття.

## Історія
Енцикліка була опублікована 11 квітня 1963 року, перед святом Пасхи. «Pacem in Terris» — була не першим документом Івана XXIII, присвяченим миру. За чотири з половиною роки свого перебування у Ватикані, Понтифік оголосив чимало промов й опублікував цілий ряд послань, в яких закликав державних діячів покласти край «гонці озброєнь» і вирішувати всі спірні питання за столом перемовин.

## Назва
Згідно з традицією, папські енцикліки іменуються за їх першими словами. Відповідно, словами «Мир на Землі» починається перше речення енцикліки «Мир на Землі, що в усі часи прагнуть люди, може бути відновлений і зміцнений тільки при повному дотриманні порядку, створеного Богом».

## Структура
- Вступ

Порядок у Всесвіті: Порядок в людині
- Частина I. Порядок серед людей

Права: Обов'язки
- Частина II. Відносини між людьми і громадською владою всередині держави
- Частина III. Відносини між державами
- Частина IV. Відносини людей і держав зі світовим співтовариством
- Частина V. Пастирські звернення

## Зміст

### Порядок поміж людьми
Перша частина енцикліки «Порядок серед людей» (порядність) — зазначає три явища, що характеризують сучасну епоху:
1. економічний та соціальний прогрес робітничого класу, завдяки якому трудящі вимагають поваги до свого розуму й волі і заперечують свавілля експлуатації;
2. вступ жінки в активне суспільне життя означає кінець її безправному становищу, як каже енцикліка, — «положення інструменту» (інструментального використання)[2] — і знаменує піднесення жінки як особистості у всіх сферах життя, як домашній, так і суспільній;
3. глибоке перетворення соціально-політичної конфігурації, коли зникає почуття національної приниженості або національної переваги, а також широко поширюється переконання, що всі люди рівні відповідно природної гідності.

Ця частина енцикліки в соціальному відношенні дає дуже багато, бо відображає реальність соціалізації світу, показує глибину діючих соціальних змін, що відкидають колишні форми соціального буття як не відповідні правді й приймають нові, більш піднесені форми, встановлюють справжню правду, в світлі якої соціальна нерівність й експлуатація людини людиною, нерівноправне становище жіночої частини людського роду, всякого роду расові та нацистські збочення виглядають як протиріччя справедливості.

### Права й обов'язки людини
У першій частині енцикліки Іван XXIII підкреслює, що основою будь-якого добре організованого суспільства є принцип, згідно з яким кожна людина (особа) — це, перш за все особистість, тобто істота, обдарована розумом і вільною волею. Таким чином людина є об'єктом загальних, непорушних і невід'ємних прав.
Папа наполегливо наголошував, що кожна людина має право на життя, на фізичну недоторканність, на необхідні і достатні кошти для матеріально гідного існування, які стосуються харчування, одягу, оселі, відпочинку, медичної допомоги та соціального забезпечення. Людина має право на допомогу під час хвороби, інвалідності, вдівства, старості, безробіття, всякий раз, коли він позбавляється засобів до існування у зв'язку з обставинами, що не залежать від його волі.
Кожна людина має також право на повагу до його як особистості. Повинна охоронятися його репутація, гарантуватися свобода в пошуках істини, у вираженні думок, в його прагненні до творчості в мистецтві. Людина має право на об'єктивну інформацію. Ніхто не може бути відірваний від надбання загальнолюдської культури, від отримання основної та професійної освіти. Папа відзначав, що

«Слід влаштувати так, щоби в міру заслуг кожного, йому була дана можливість отримання вищих ступенів освіти, заняття суспільного положення, несення відповідальності в міру, відповідно його можливостям, талантам і компетенції».

### Стосунки між людьми й державною владою
Друга частина — «Відносини між людьми і цивільною владою всередині окремих політичних товариств» — передбачає більш досконалі і більш демократичні структури державного устрою, обумовлені соціальним оновленням. Тут також виділяються три моменти:
1. точно і ясно сформулювати головні положення хартії основних прав людини;
2. прагнення конституційно обґрунтувати діяльність цивільної влади, а також відносини між громадянами і державою, при яких головне є те, щоби визнавати, поважати, погоджувати, оберігати й розширювати права та обов'язки громадян;
3. заперечення такої діяльності індивідуальних осіб або вузьких угруповань, які нав'язували би свою волю й свій порядок є антидемократичним для переважної більшості.

«Згадані устремління, — йдеться в енцикліці, — є безперечною ознакою того, що люди в нову епоху набули більш живу свідомість власної гідності, … свідомість, що спонукає до активної участі в суспільному житті та вимагає, щоби права людської особистості, права невід'ємні й недоторканні, були закріплені в позитивних правових порядках».

### Відносини між державами
У третій частині, названій «Відносини між політичними товариствами», констатується найбільш очевидна правда часу, про необхідність виключно мирного розвитку людства. Енцикліка відзначає, що між людьми все більшого поширення набуває переконання про неможливість вирішення спорів між народами, за допомогою зброї та необхідності вирішувати такі питання тільки шляхом переговорів; що думка про війну, як засіб вирішення міждержавних суперечок в атомну епоху, коли використання атомної зброї принесло би величезні руйнування й безмірні страждання, повинно бути виключене; що, на жаль, страх змушує людей марнувати нечувані кошти на новітнє озброєння; що, однак, можна сподіватися на краще усвідомлення людьми сполучних уз при зустрічах і переговорах відповідальних керівників народів; що люди, відклавши страх, повинні перейнятися любов'ю, яка виразиться «в лояльному різнобічному співробітництві, що несе з собою багато блага».

### Відносини людей і держав зі світовим співтовариством
У четвертій частині «Відносини людей і політичних товариств з суспільством всесвітнім» мова йде про цінності Організації Об'єднаних Націй, що поставила собі головною метою збереження й зміцнення миру між народами, розвиток між ними дружніх відносин, заснованих на принципах рівності, взаємної поваги, багатостороннього співробітництва у всіх областях спільного життя. Тут також зазначається, що найважливішим актом ООН є «Загальна декларація прав людини».

### Всесвіт і людство
Свою енцикліку Папа Іван XXIII починає з твердження про те, що мир на Землі — це об'єкт сподівань людства всіх часів. Він може бути досягнутий і може бути укріплений, якщо буде перебувати в повній згоді з порядком, створеному Богом. У цьому людство переконується щодня і щогодини, в цьому переконує його прогрес науки та технічні досягнення. Бог створив Всесвіт Своєю щедрістю, премудрістю і добротою. Бог створив людину розумною і вільною за образом та подобою Своєю, поставив його на чолі світобудови.

«Науково-технічний прогрес свідчить про те, якому дивовижному порядкові підпорядковані всі істоти й сили світобудови, що робить явним велич людини, який осягає цей порядок і винаходить знаряддя, необхідні для того, щоби підкоряти сили Всесвіту і витягати з них користь»

Всесвіт створений гармонійно і впорядковано. Але ця впорядкованість знаходиться в хворобливому протиріччі з безладом, створюваному людьми в своїх особистих і міжнародних взаєминах. Між ними вкорінюється думка, що лише сила може врегулювати ці відносини. «Однак, — пише Папа, — Творець світу вклав в людську природу уявлення про порядок, що закликає совість поважати порядок».

### Пастирське звернення
У заключній частині, названій «Пастирські звернення» Іван XXIII підводить підсумки всьому, сказаному ним вище. Він також закликає всіх людей доброї волі брати активну участь у громадському та політичному житті, діючи, таким чином на благо суспільства:

«Ми знову закликаємо наших чад виконувати свій обов'язок — брати діяльну участь у громадському житті та сприяти здійсненню загального блага всього людства і своїх держав. У світлі віри і рухомі любов'ю, докладайте зусиль до того, щоб установи, створені для економічних, соціальних, культурних та політичних цілей, не перешкоджали, а допомагали людям удосконалюватися як в світському, так і в духовному плані».

## Відгуки
Агентство ТАРС у день опублікування енцикліки відзначало:

«Нова енцикліка, з якою Папа Іван XXIII звернувся до кліру, вірних і всіх людей доброї волі, викликала величезний відгук у всьому світі, оскільки вона присвячена питанню, що хвилює людство, а саме — збереження миру на нашій планеті».

Генеральний секретар ООН У Тан на прес-конференції 12 квітня 1963 року заявив:

«Я прочитав енцикліку „Pacem in Terris“ з глибоким задоволенням і хвилюванням. Його Святість Папа Іван XXIII закликав до огородження життя людського, докладання людських знань не до справи смерті, а до справи життя й гідності людини та людської громади. Вона внесе значний і високо знаменний внесок в зусилля всіх тих, хто переконаний, що рід людський наділений достатньою мудрістю, щоб забезпечити своє самозбереження».

Професор Джон Бернал, голова Всесвітньої ради миру звернувся до Папи Івана XXIII з особливим посланням, в якому писав:

«Захисники миру в усьому світі з радістю вітають Вашу історичну енцикліку „Pacem in Terris“. Вона принесла їм величезне задоволення і вдихнула в них нову енергію в боротьбі за досягнення великих гуманних цілей, перерахованих Вами: негайне припинення ядерних випробувань, заборона ядерної зброї, закінчення гонки озброєнь, прагнення до всесвітнього, загального і контрольованого роззброєння, припинення расової дискримінації й визнання рівності всіх людей. Ваш хвилюючий заклик на користь дозволу всіх міжнародних позовів шляхом переговорів, так само як і Ваше звернення до злагоди та співпраці між усіма людьми доброї волі на користь світу і в ім'я людства, до якого всі ми належимо, свідчить про глибоку проникливість і любов до роду людського. Люди завжди будуть згадувати з великою вдячністю Ваш заклик, який надихне не тільки тих, хто працює над справою світу, а й мільйони людських істот, яким до цих пір не вистачало впевненості та надії, щоби чинити так само».

## Цікаві факти
- Композитор Даріус Мійо використовував уривки з оригінального тексту енцикліки в своїй останній однойменної хоральної симфонії[16][17].
- Енцикліка «Pacem in Terris» — перша в історії Церкви енцикліка, церемонія підписання якої Понтифіком передавалася по телебаченню.
- На згадку про енцикліку «Pacem in Terris», в 1964 р. було засновано премію «Pacem in Terris Award[en]», яка присуджується людям і організаціям, що сприяють утвердженню миру. Шість одержувачів премії «Pacem in Terris Award» згодом отримали Нобелівську премію миру.
- Засновник Вікіпедії Джиммі Вейлз вважає, що Папська енцикліка «Pacem in terris» все ще актуальна[18].